# Perlesta xube
Perlesta xube är en bäcksländeart som beskrevs av Bill P.Stark och Suzanne L. Rhodes 1997. Perlesta xube ingår i släktet Perlesta och familjen jättebäcksländor. Inga underarter finns listade i Catalogue of Life.